# Ватрло
Ватрло (фр. Wattrelos) град је у Француској, у департману Север.
По подацима из 1999. године број становника у месту је био 42.753.

## Демографија
| 1962.  | 1968.  | 1975.  | 1982.  | 1990.  | 1999.  | 2011.  |
| ------ | ------ | ------ | ------ | ------ | ------ | ------ |
| 41.319 | 43.754 | 45.440 | 44.626 | 43.675 | 42.753 | 41.538 |

## Партнерски градови
- Ешвајлер
- Мохач
- Сјемјановице Слонскје